# 钢铁研究总院
钢铁研究总院是中华人民共和国冶金工业领域的科研机构。前身为1952年创立的重工业部北京钢铁工业试验所。